# Eugène Dubois (lithographe)
Pour les articles homonymes, voir Dubois (patronyme) et Eugène Dubois (homonymie).

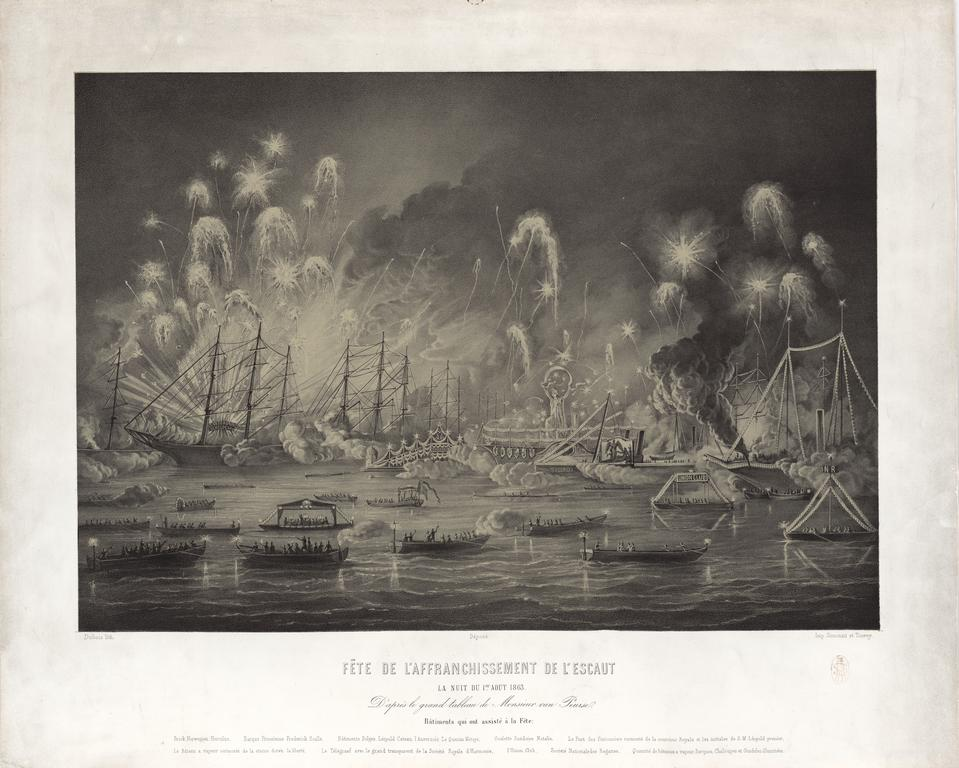
Lithographie d'Eugène Dubois (1863)

Eugène Dubois, né à Mons ou à Paris en 1839 où il est mort à une date inconnue, est un lithographe français.

## Biographie
Membre du Salon des artistes français, il y obtient une mention honorable en 1884. 